# اچ‌ام‌اس هرمس (۹۵)
اچ‌ام‌اس هرمس (۹۵) (به انگلیسی: HMS Hermes (95)) یک کشتی بود که طول آن ۶۰۰ فوت (۱۸۲٫۹ متر) بود. این کشتی در سال ۱۹۱۹ ساخته شد.